# Caxias Esporte Clube
El Caxias Esporte Clube es un equipo de fútbol de Brasil que actualmente se encuentra inactivo.

## Historia
Fue fundado el 6 de septiembre de 1940 en el municipio de Vitória, Espírito Santo por integrantes de la Policía Militar del Estado de Espírito Santo, financiado por el ejército de Brasil como un club multideportivo donde sus principales secciones son las de remo y natación; y el nombre es en homenaje a Marechal Luis Alves de Lima e Silva, conocido también como el Duque de Caxias.
El club participó en 20 temporadas del Campeonato Capixaba entre 1941 y 1977, consiguiendo su principal logro en 1944 donde se consagró campeón estatal al vencer en la final al Cachoeiro Futebol Club con marcador global de 3-1. En 1970 gana la Copa de Victoria por primera vez, mientras que su última participación hasta el momento en el Campeonato Capixaba fue en 1977 en el que terminó en el lugar 11 entre 14 equipos.
El club continúa activo en sus divisiones menores pero con el riesgo de perder su estadio a causa de las deudas de la institución.

## Palmarés
- Campeonato Capixaba: 1

1944
- Torneo Inicio de Espirito Santo: 2

1955, 1961
- Copa Ciudad de Victoria: 3

1944, 1955, 1970